# Christian August Scheller
Christian August Scheller (* 24. März 1769 in Lübben, Niederlausitz; † 4. Oktober 1848 in Ratibor) war ein deutscher Jurist und preußischer Justizbeamter.

## Leben
Christian August Scheller war eines von fünf Kindern des Altphilologen und Lexikografen Immanuel Johann Gerhard Scheller und dessen Ehefrau Johanna Eleonora Scheller geb. Schliebner. Die Familie zog 1772 nach Brieg.
Er besuchte das Gymnasium in Brieg und begann Ostern 1786 das Studium der Rechtswissenschaft und der Kameralwissenschaft an der Universität Halle. Er besuchte die Vorlesungen der Rechtswissenschaftler Daniel Nettelbladt, Johann Christian Woltaer, Johann Caspar Ludwig Mencke und Johann Christoph Bathe sowie des Naturwissenschaftlers Johann Reinhold Forster und des Freidenkers Karl Friedrich Bahrdt (* 25. August 1741; † 23. April 1792), der Vorträge über die Moral hielt. Aufgrund des frühen Todes seiner vier Geschwister setzte er seine akademische Laufbahn nicht weiter fort, sondern beendete seine Studien Ostern 1789 und kehrte in sein Elternhaus nach Brieg zurück, um nun praktisch tätig zu werden.
Nach einer Prüfung bei der preußischen Oberamtsregierung in Brieg wurde er am 18. September 1789 als Auskultator am dortigen Gericht vereidigt. Am 23. Juli 1792 erfolgte die Ernennung zum Referendar und nach dem Ablegen des juristischen Staatsexamens in Berlin wurde er am 19. Dezember 1795 Assessor in Brieg. Am 16. April 1796 wurde er von König Friedrich Wilhelm II. zum Rat bei der südpreußischen Regierung in Petrikau ernannt. Am 10. Februar 1796 heiratete Christian August Scheller die zweite Tochter des verstorbenen Akzise- und Steuereinnehmers Jeannette Henriette Juliane Erler (* unbekannt; † 25. Dezember 1812) in Brieg. Gemeinsam hatte das Paar sieben Kinder, von denen drei früh starben.
Im Jahr 1798 wurde die Regierungsbehörde von Petrikau nach Kalisch verlegt, dort wurde Scheller in der Folgezeit zum Pupillen- und Konsistorialrat befördert. Er verlor 1806 durch die polnische Insurrektion seine Ämter, weil er den Treue-Eid gegenüber dem preußischen König nicht brechen wollte, obwohl ihm die polnische Regierung einen Übertritt in den polnischen Justizdienst anbot. Dies brachte ihn in eine wirtschaftlich schwierige Lage, weil er zu diesem Zeitpunkt nicht nur seine Ehefrau und die Kinder, sondern auch seine Mutter und das Dienstpersonal versorgen musste. Das väterliche Vermögen, das durch die Herausgabe philologischer Werke gebildet worden war, hatte er inzwischen fast vollkommen verbraucht, zumal sein Vater sich die Verlagsrechte seiner Werke nicht zusichern lassen hatte.
Im Jahre 1808 kehrte er mit seiner Familie nach Brieg zurück und erledigte dort kleinere gerichtliche Aufträge, bis er am 31. Mai 1810 als Oberlandesgerichtsrat und Mitglied des Kriminalsenats eingestellt wurde. 1813, beim Einfall der französischen Armee in Brieg, blieb Christian August Scheller als Kommissarius des Oberlandesgerichts in Brieg zurück; das übrige Kollegium wechselte nach Ratibor, um nicht von seinem Zuständigkeitsbezirk Oberschlesien abgetrennt zu werden, und erledigte von dort aus die Amtsgeschäfte. 1817 zog Christian August Scheller an den neuen Dienstsitz nach. In Ratibor fehlte es an einer höheren Schule, an der die Beamten ihre Kinder ausbilden lassen konnten. Weil auch Christian August Scheller drei schulfähige Söhne hatte, bemühte er sich um die Einrichtung einer solchen Lehranstalt. Viele Beamte mussten ihre Kinder in weit entfernten Gymnasien ausbilden lassen, was mit weiteren Kosten verbunden war, und so konnte bereits am 2. Juni 1819 aufgrund von Christian August Schellers Bemühungen und Vorschlägen ein Gymnasium eingeweiht werden. Er verwaltete als Präses der Gymnasial-Schulkommission die Bildungsanstalt unentgeltlich und wurde nach deren Auflösung 1819 Kommissarius perpetuus des staatlichen Provinzialschulkollegiums in Breslau, dieses Amt übte er bis 1846 aus.
In seiner Tätigkeit als Pupillenrat war er auch Kurator des Judicialdepositoriums in Ratibor.
Am 14. März 1830 wurde er von König Friederich Wilhelm III. zum Geheimen Justizrat befördert.
Auf eigenen Antrag wurde er nach mehr als 52 Dienstjahren am 1. Januar 1842 in den Ruhestand versetzt und blieb bis zu seinem Tod in Ratibor. Er hinterließ eine Tochter und zwei Söhne.

## Auszeichnungen
- preußischer Roter Adlerorden IV. Klasse

## Schriften
- Tractatvs Ivridicvs De Legato Rei Alienae Qvae Non Est Res Tertii Avctore Christiano Avgvsto Scheller Silesio A. D. XXII. Mart. MDCCLXXXIX. Hundt, Halle 1789. (Digitalisat)